# Промежуточный год
Промежуточный год (также: свободный год или, в английском варианте, заимствованном и другими языками, включая русский, gap year, англ. gap = промежуток, англ. year = год) — год перерыва между школой и высшим учебным заведением (вузом), направленный на «поиск себя», сфер своих интересов, формирование взглядов на цели получения высшего образования. Для лиц, которые предпочли не поступать в вуз сразу после школы, а запланировали такой год, предлагаются занятия в рамках курсов подготовительного обучения, лингвистических, профориентационных курсов, разнообразные программы волонтёрства, путешествий, стажировок, спортивно-культурных обменов. Gap year также может быть использован молодым человеком для зарабатывания денег на будущее обучение, если в семье остро стоит финансовый вопрос. 

## История
В 1967 году Project Trust отправил первых трёх добровольцев в Эфиопию из Великобритании. В 1972 году в Великобритании был основан Gap Activity Projects, но в 2008 году был переименован в Lattitude Global Volunteering. В 1973 году Грэм «Skroo» Тёрнер создал компанию Topdeck, одну из первых туроператоров. В 1978 году Принц Уэльский и полковник Джон Блашфорд-Снелл организовали то, что сейчас известно как Raleigh International, начав Operation Drake — кругосветное путешествие по маршруту сэра Фрэнсиса Дрейка
В Соединённых Штатах идея о создании промежуточного года продвигалась Корнелиусом Х. Буллом в 1980 году, чтобы студенты больше времени развивались как личности.
В 2016 году дочь президента США Барака Обамы, Малия, объявила о своих планах взять gap year.

## По странам

### Австралия и Новая Зеландия
Австралийцы и новозеландцы по традиции путешествуют за границу самостоятельно в молодом возрасте. Иногда это ограничивается одним годом, но часто они остаются за границей на долгое время. Европа и Азия — популярные места для путешествий во время gap year. В Австралии программы обмена предоставляют множество возможностей для молодёжи для самообразования во время промежуточного года.

### Бельгия
Система Time Credit в Бельгии даёт сотрудникам возможность провести один год без работы, чтобы предотвратить стресс и предоставить возможность заниматься другими важными делами в жизни.

### Дания
Дания стремилась ограничить число студентов, которые уходят на gap year, наказывая тех, кто откладывает своё обучение, запрещая выезжать за границу или работать на полную ставку. В 2006 году было объявлено, что количество студентов, уходящих на gap year, уменьшилось. В апреле 2009 года датское правительство предложило новый закон, который даёт бонус студентам, которые воздерживаются от пропуска академического года.

### Гана
В Гане выпускникам школ предоставляется промежуточный год от августа до августа, хотя это не является обязательным.

### Израиль
В Израиле обычной практикой для солдат, прошедших службу, является путешествие за границу до начала учёбы или карьеры.
Израиль также стал популярным местом для проведения промежуточного года для тысяч молодых израильтян из-за границы. Ежегодно принимают участие более 10 000 человек.

### Япония
Практика трудоустройства, известная как вербовка новых выпускников, предоставляет студентам рабочие места до окончания школы, поэтому gap year необычен для Японии.

### Нигерия
Обычно нигерийцы зачисляются на государственную службу после колледжа на год. Он начинается с трёхнедельного военизированного лагеря, оттуда они отправляются в правительственное учреждение на оставшуюся часть года.

### Румыния
В Румынии, после окончания средней школы, в некоторых вузах необходимо сдать вступительные экзамены. Люди, не сдавшие экзамен, обычно берут промежуточный год, чтобы подготовиться к экзамену и, как правило, сдают его во второй раз. Например, наиболее часто берут промежуточный год, когда не попадают в медицинскую или инженерную академию.

### Россия
В России и других постсоветских странах промежуточный год отсутствует. Мужчины, не поступившие в вуз сразу после школы, подлежат призыву на срочную службу в вооружённые силы.

### Южная Африка
В Южно-Африканской Республике распространён годовой отпуск. Это доступно людям из богатых слоёв. Выпускники школ часто выезжают за границу для получения жизненного опыта. Нередко студенты ЮАР во время академического отпуска едут в Кейптаун. Это не является обязательным, однако распространено среди людей, которые хотят стать волонтёрами.

### Великобритания
В Соединённом Королевстве практика получения академического года началась с 1970-х годов («Мартин, 2010 г.») и являлась семи- или восьмимесячным отпуском между окончанием среднего образования и поступлением в университет. Этот период рассматривался как время для получения жизненного опыта посредством путешествий или волонтёрства. Университеты принимают студентов, прошедших gap year, на тех же условиях, что и тех, кто решил поступать сразу после школы.
Число студентов, предпочитающих откладывать своё поступление, достигло пика в 21 020 человек в 2008 году. Эта цифра упала до 7320 в 2011 году, перед повышением цен на образование.
Специфическим вариантом промежуточного года после окончания университета в Великобритании с конца 1970-х годов по 2007 год была краткосрочная добровольная служба в армии в качестве офицера.

### Соединенные Штаты Америки
В Соединённых Штатах gap year набирает популярность, так как родители выпускников рекомендуют им брать отпуск. Многие колледжи, в первую очередь Гарвардский университет и Принстонский университет, теперь поощряют взятие академического года, и некоторые из них даже разработали учебный план для академического года. В некоторых вузах сейчас есть консультанты специально для студентов, заинтересованных во взятии этого года. Согласно статистике, около 40 000 американцев участвовали в 2013 году в программах обучения, что больше показателя за 2006 год примерно на 20 %. Университеты, такие как Джорджтаунский университет, Нью-Йоркский университет, Амхерст-колледж, Принстонский университет, Гарвардский университет, Массачусетский технологический институт, Миддлбери-колледж, Колледж Дэвидсона, Университет Йешива и Рид-колледж имеют официальную политику, позволяющую студентам отсрочить приём.

### Венесуэла
В Венесуэле студенты из элитных школ обычно учатся за пределами Венесуэлы. Промежуточный год не был известен в Венесуэле, пока консультант по вопросам образования Нельсон Агельвис, тогдашний советник еврейских школ Мораль и Люц Герцль-Бялик в Каракасе, настаивал на подачу заявок в университеты США. Студенты отправлялись в учебные колледжи в Великобритании, стажировки, языковые центры по всему миру и экспедиции в разные страны. Сегодня эта практика широко распространена, и Венесуэла вносит крупный экономический вклад в развитие академического года, учёбу в колледже и изучение английского языка, особенно в таких странах, как Ирландия.

### Йемен
В Йемене год отсрочки является обязательным для средней школы, старших классов и университета. Если человек не посещает частный университет, он должен ждать один год после окончания средней школы, прежде чем поступать в университет. До девяностых годов выпускникам мужского пола нужно было уходить в армию на один год, а для выпускников женского пола преподавать в школе или работать в больнице (и для мужчин, которые не могут посещать армию по состоянию здоровья).